# الله أباد (سررود الجنوبي)
الله أباد (بالفارسية: الله‌آباد) هي قرية تقع في إيران في قسم سررود الجنوبي الريفي. يقدر عدد سكانها بـ 57 نسمة .